# Cardiff International Arena
Motorpoint Arena Cardiff (anteriormente conhecida como Cardiff International Arena) é uma arena multi-uso, centro de exposições e eventos indoor, localizada em Cardiff, capital de Gales e foi inaugurada em 10 setembro de 1993, por Shirley Bassey, na frente de 5.500 fãs. 
A arena contém várias áreas, sendo a maior a Arena Principal. A arena recebeu muitos eventos nacionais e internacionais, tais como concertos, esportes e espetáculos de comédia.
O Cardiff International Arena foi inaugurado em 10 de setembro de 1993, por Shirley Bassey, na frente de 5.500 fãs.   Em 1 de Março de 2011, o Cardiff International Arena foi rebatizado oficialmente Motorpoint Arena Cardiff, após a empresa de venda de carros, com uma filial em Newport, comprar os direitos do nome da Arena Internacional de Cardiff por cinco anos, no que foi chamado de "um investimento de sete dígitos". 